# جون سيمبسون (محامي)
جون سيمبسون (بالإنجليزية: John Simpson)‏ هو ضابط شرطة ومحامي أمريكي، ولد في 13 فبراير 1932، وتوفي في 10 فبراير 2017.